# Do Not Disturb (Album)
Do Not Disturb ist das 13. Studioalbum der britischen Progressive-Rock-Band Van der Graaf Generator, das am 30. September 2016 bei Esoteric Recordings erschien.

## Entstehungsgeschichte
In einer Rezension des Albums für das zu Metal Hammer gehörende Musikmagazin TeamRock berichtete Kris Needs, dass Sänger Peter Hammill dem Organisten Hugh Banton und Schlagzeuger Guy Evans eine CD mit den neuen Songs zugeschickt hatte, die sie eine Woche lang probten, eine weitere Woche lang Backing-Tracks aufnahmen und dann über sechs Monate in ihren Heimstudios überspielten und masterten.

## Titelliste
1. Aloft – 7:20
2. Alfa Berlina – 6:40
3. Room 1210 – :48
4. Forever Falling – 5:40
5. Shikata Ga Nai – 2:29
6. (Oh No! I Must Have Said) Yes – 7:44
7. Brought to Book – 7:57
8. Almost the Words – 7:54
9. Go – 4:35

## Besetzung
- Peter Hammill: Gesang, Gitarren, Keyboard
- Hugh Banton: Orgel, Keyboard, Bass, Akkordeon Glockenspiel
- Guy Evans: Schlagzeug, Perkussion

### Technik
- Koordinator: Mark Powell, Vicky Powell
- Design, Artwork: Paul Ridout
- Toningenieur: Ben Turner
- Audiomastering: Christian Wright
- Fotograf: Tamra Gray